# Бергеман, Сибилла
Сибилла Бергеман (нем. Sibylle Bergemann; 29 августа 1941[…], Берлин — 2 ноября 2010 или 1 ноября 2010, Гранзе, Бранденбург) — немецкий фотограф. Одна из основателей берлинского фотоагентства Ostkreuz.
В 1965—1967 годах работала в редакции немецкого журнала Das Magazin. Являясь членом группы Direkt, работала свободным фотографом. С 1969 года публиковалась в еженедельнике Sonntag, а с 1973 — в немецком журнале мод Sibylle.
Сибилла обучалась фотографии у немецкого фотографа Арно Фишера, в 1985 году она вышла за него замуж. В 1975—1986 годах Бергеман годах осуществила фотофиксацию сооружения памятника Марксу и Энгельсу в Берлине. Также она работала в Нью-Йорке, Париже, Токио, Сан-Паулу и многих других городах. Сибилла Бергеман работала на многочисленные издания, в том числе Geo, путешествовала по Азии и Африке. Наряду с другими фототехниками Сибилла Бергеман часто снимала на Polaroid. Частыми гостями в её доме были выдающиеся фотографы того времени, такие как: Анри Картье-Брессон, Хельмут Ньютон и Роберт Франка.
В 2000 году наряду с другими фотографами современности Сибилла Бергеман приняла участие в масштабном социальном проекте «Bilder die noch fehlten».
Умерла после продолжительной борьбы с раком. Похоронена на Доротеенштадтском кладбище в Берлине.

## Монографии
- Sibylle Bergemann, K. Walter (Text): Ein Reiseverführer. Rudolstadt 1980.
- Sibylle Bergemann, I. Runge (Text): Himmelhölle Manhattan. Berlin 1986.
- Sibylle Bergemann, I. Runge (Text): Du sollst nicht immer Holland sagen. Berlin 1990.
- Sibylle Bergemann, Jutta Voight: Verwunderte Wirklichkeit. Sibylle Bergemann — Fotografien. Ex pose, Berlin 1992.
- Sibylle Bergemann. Photographien. Edition Braus, Heidelberg 2006. ISBN 9783899042528